# Per amore... dei soldi
Per amore... dei soldi (Where the Money Is) è un film del 2000 di Marek Kanievska con Paul Newman, Linda Fiorentino e Dermot Mulroney.

## Trama
Henry Manning, famoso e ormai vecchio ladro di banche, è stato catturato dalla polizia e rinchiuso in prigione. Per cercare di fuggire si finge paralizzato dopo un attacco di ictus. Con questo espediente viene trasferito in una casa di cura dove è assistito da molte infermiere: Carol, una in particolare, scoprirà il suo segreto e tenta prima di sedurlo per mettere le mani sul suo denaro; tuttavia lui non ci casca. Dopo aver constatato che il suo socio è defunto e il figlio di questi si è tenuto il malloppo accetta la proposta di fare un ultimo colpo con lei e il marito Wayne: dirottare un furgone portavalori.